# 黃威 (香港)
黃威（Wong Wai，1992年9月17日—），香港足球運動員，司職進攻中場，現時效力香港超級聯賽球會理文。52次代表香港足球代表隊在國際賽上陣，是現役港腳中第二多，僅次於隊長葉鴻輝。

## 球會生涯

### 深水埗
黃威生於香港，於三年級開始已踢小學校隊，12歲開始代表香港青年隊出外比賽，中學亦代表余振強紀念中學出賽。早在青年軍階段參加麥當奴足球計劃已較同齡一輩受注目，惟小時候他並非香港青年隊的必然成員，期間在U15梯隊的時候，當時青年隊教練郭家明不希望一班未必有能力提升上職業級的球員勉強留隊，浪費他們的時間而耽誤學業，於是將黃威剔出集訓隊，幸好後來恩師李志堅教練堅持信任黃威有入選代表隊的能力，使黃威繼續其職業球員路，隨後與李嘉耀、梁冠聰、馮慶燁及陳肇鈞等堅家軍成員隨教練李志堅橫掃青年賽事錦標，直至讀到余振強紀念中學後才知道原來有足球員這職業，就以踢當時最高級別的甲組聯賽為目標。2008/09年度，黃威加盟當時由李志堅執教，仍然在丙組聯賽角逐的地區球會深水埗，更在2009/10年度以12個入球成為球隊首席射手，包括於丙組聯賽總決賽大演帽子戲法，協助球隊取得丙組聯賽總冠軍首度升班挑戰乙組聯賽作賽，升班後繼續保持強勢，提前一輪奪得聯賽冠軍，升班甲組聯賽。

### YFC澳滌
在2012年夏季，黃威效力甲組的日資球會橫濱FC香港，並在2013年6月16日與隊友歐陽耀沖和李嘉耀以及梁冠聰赴日本宗主球會FC橫濱跟隨操練一個月，而他更在2013/14球季首度榮膺最佳青年球員，2014年6月8日，橫濱FC香港宣佈其營運公司易手而球會易名為YFC澳滌。而黃威出色的盤扭與入球能力加上身高體格優勢，獲各方寄予厚望，獲時任香港代表隊教練金判坤多次公開盛讚其天分，當時足球事業正在起飛的黃威獲金判坤認定他是未來攻擊線上的希望，更多次徵召他入選代表隊重點栽培。
可是他在2015年1月4日在旺角大球場舉行的第37屆省港盃第二回合賽事中，在29分鐘因控球失誤在追回皮球時，遭廣東隊隊長盧琳從後飛剷，而其鞋底更直接命中黃威右腳腳踝，並踢至彎曲，而黃威即時倒地不起掩面慘叫，需直接送往廣華醫院治理，而盧琳卻只是被罰黃牌，事後黃威更證實右腳腓骨骨折並於當晚轉往聖德肋撒醫院接受駁骨手術，醫生及所屬球會教練李志堅亦早已明言右腳肌肉強度和協調都難以回復以往十足狀態，此後，黃威再未有代表香港隊參與省港盃賽事，事後被球迷砲轟的盧琳雖在其個人微博發出道歉聲明，但就從此未有隨廣東隊作客香港，只是在主場賽事有份落場。
1月11日，黃威的香港隊室友兼當時元朗後衛張志勇取得職業生涯首個入球後，縱最終被東方反勝，仍將入球獻給黃威鼓勵他早日康復，1月18日，而隊友福田健二大演帽子戲法擊敗和富大埔後，一度高舉黃威球衣，更將勝仗獻給受傷的黃威，鼓勵他傷癒後以更強姿態歸隊，同日，黃威出院休息但仍需於6周後接受拆螺絲手術，球季完結後球會仍因贊助商撤資散班收場而黃威即使斷腳但仍獲幾間本地豪門球會青睞希望將其羅致。

### 香港飛馬
只是黃威重傷過後，傷處不時有不同反應，進展反覆再努力也未能回復受傷前水準及狀態，黃威於2015年夏季跟隨恩師李志堅轉會港超聯球會香港飛馬，更在10月17日以1–1賽和元朗的聯賽，養傷9個月後於56分鐘後備入替，惟他在整季都在鍛鍊身體操肌肉和做物理治療，使真正比賽卻不多。2015年11月，雖然黃威的傷勢已差不多痊癒，不過球會醫生仍建議他為受傷位置附近的肌肉要多作力量訓練，以幫助其降低再受傷之風險，未料經過漫長康復期重投訓練後，黃威復元狀態未如理想，雖努力訓練卻很少出場機會，就算出場也踢不到以往的水準，由於沒有太多出場機會，黃威亦曾想過放棄，幸好有恩師李志堅教練的勸告。直到於2016年1月5日對冠忠南區的足總盃四強，在87分鐘門前補射取得自2015年在省港盃重創復出後的首個入球，更協助飛馬以2–0勝出晉身決賽，到球季尾，黃威協助香港飛馬四日內連奪足總盃及菁英盃冠軍。

### 和富大埔
2016年7月，黃威再隨恩師李志堅轉會港超聯球會和富大埔，並獲委副隊長重任，而他相比2016/17球季在第三場賽事，即9月18日的高級組銀牌初賽就取得加盟球隊後首個入球，兼協助大埔以1–0擊敗九巴元朗晉級八強，然而他在10月29日的八強賽事再度一箭定江山，為和富大埔再以1–0小勝南華晉級四強，惟最終和富大埔在四強僅負傑志宣佈出局，到季尾，黃威於2017年5月3日的菁英盃決賽交出一記助攻，協助大埔奪得當屆的菁英盃冠軍。
奪得冠軍後，黃威便入院接受拆除鑲在右腓骨斷骨的金屬鐵片，令他怕再傷陰影減除和運球動作變得暢順，比賽信心亦隨之而回復狀態更勝受傷前迎接2017/18球季，而由於隊長陳旭智轉任球隊助教，使黃威與門將李瀚灝擔任球會雙隊長，他在季前在泰國曼谷的一星期集訓時，對當地球會表現大熟大勇期間對泰超球會曼谷玻璃時梅開二度，協助大埔以3–2勝出，而擺脫陰影及重拾信心的他於2017年9月9日對東方龍獅的第二場聯賽，先在86分鐘以準繩罰球助攻隊友杜度頂入反勝的一球，再在兩分鐘後黃威單刀扭過對方門將及幾個守衛，技驚四座後射入奠定勝局的一球，最終協助大埔以3–1勝出成為佳話獲球迷讚賞，而他於8月和9月首度當選由香港體育記者協會及香港足球總會合辦的港超聯最有價值球員。
2018/19球季，黃威作為和富大埔的主力球員，協助球隊最後奪得該季港超聯冠軍。

### 東方龍獅
2019年9月27日，東方龍獅宣佈簽入黃威，他將再次跟隨恩師李志堅。

### 香港U23
2021/22球季，東方龍獅將他外借至香港U23。他共上陣6場，攻入2球。

### 理文
2022年7月，黃威轉會港超聯球會理文。2023/24球季，黃威成功協助理文奪得聯賽冠軍。

## 國際賽生涯
在2015年1月4日，被視為港足未來之星的黃威在旺角大球場舉行的第37屆省港盃第二回合賽事中，在29分鐘因控球失誤，在追回皮球時遭廣東隊隊長盧琳從後飛剷，其鞋底直接命中黃威右腳腳踝，並踢至彎曲，黃威即時倒地不起掩面慘叫，並直接送往廣華醫院治理，而盧琳卻只是被罰黃牌。事後，黃威證實右腳腓骨骨折，並於當晚轉往聖德肋撒醫院接受駁骨手術，雖然省港盃並非國際足協認可的國際A級賽事，最終香港足總承諾會承擔黃威全部的醫療費用，但是這不能作為日後同類事件的先例，此後黃威再未有代表香港參與省港盃賽事，事後被球迷砲轟的盧琳雖在其個人微博發出道歉聲明，但就從此未有隨廣東隊作客香港，只是在主場賽事有份落場。
隨着於季前熱身賽表現不俗，黃威獲香港隊重召，先在2017年8月31日作客新加坡國家隊的友賽獲得正選機會，其後再在9月5日作客馬來西亞國家隊的亞洲盃外圍賽，於換邊後後備入替陳肇麒，即時為球隊在中前場注入活力，多次策劃兼交出美妙傳送，更在補時階段尾段直線予禁區內的艾力士，令他被馬來西亞球員侵犯並博得12碼，但結果香港隊未能好好把握機會，辛祖操刀被對方門將救出補射再出界，最終香港作客只能賽和馬來西亞，而黃威獲時任香港代表隊主教練金判坤指其絕對達到國際賽水準，並為他感到驕傲。10月5日，主場對老撾國家隊的國際友誼賽正選登場，並13分鐘接應徐德帥右路傳中禁區內頭槌破網，取得首個國際A級賽入球，結果協助香港大勝4–0。
2019年12月，黃威入選香港代表隊，出戰2019年東亞足球錦標賽決賽週，並於其中兩場比賽上場。
2021年6月3日，黃威於伊朗對香港的世界盃外圍賽替香港隊交出一個助攻。
2023年12月，黃威入選香港隊出戰亞洲盃的決選名單。
2025年7月，黃威獲香港隊徵召出戰2025年東亞足球錦標賽。

## 國際賽事紀錄
- 僅列出國際A級比賽

| 上陣次數 | 時間           | 地點                                 | 對手       | 比數 | 賽事性質                     | 入球 (累計) |
| -------- | -------------- | ------------------------------------ | ---------- | ---- | ---------------------------- | ----------- |
| 1        | 2013年6月4日   | 香港 旺角大球場                      | 菲律賓     | 0–1  | 國際友誼賽                   | 0 (0)       |
| 2        | 2014年3月5日   | 河內 美亭國家體育場                  | 越南       | 1–3  | 2015年亞洲盃外圍賽           | 0 (0)       |
| 3        | 2014年10月10日 | 香港 旺角大球場                      | 新加坡     | 2–1  | 國際友誼賽                   | 0 (0)       |
| 4        | 2014年11月13日 | 台北 台北田徑場                      |            | 1–2  | 2015年東亞盃外圍賽第二圈     | 0 (0)       |
| 5        | 2014年11月16日 | 台北 台北田徑場                      | 中華臺北   | 1–0  | 2015年東亞盃外圍賽第二圈     | 0 (0)       |
| 6        | 2014年11月19日 | 台北 台北田徑場                      | 關島       | 0–0  | 2015年東亞盃外圍賽第二圈     | 0 (0)       |
| 7        | 2016年10月7日  | 柬埔寨 奧林匹克運動場                | 柬埔寨     | 2–0  | 國際友誼賽                   | 0 (0)       |
| 8        | 2016年10月11日 | 香港 旺角大球場                      | 新加坡     | 2–0  | 國際友誼賽                   | 0 (0)       |
| 9        | 2017年3月23日  | 約旦 安曼國際體育場                  | 约旦       | 0–4  | 國際友誼賽                   | 0 (0)       |
| 10       | 2017年8月31日  | 新加坡 惹蘭勿剎體育場                | 新加坡     | 1–1  | 國際友誼賽                   | 0 (0)       |
| 11       | 2017年9月5日   | 馬來西亞 漢惹拔體育場                | 马来西亚   | 1–1  | 2019年亞洲盃外圍賽第三輪     | 0 (0)       |
| 12       | 2017年10月5日  | 香港 旺角大球場                      |            | 4–0  | 國際友誼賽                   | 1 (1)       |
| 13       | 2017年10月10日 | 香港 香港大球場                      | 马来西亚   | 2–0  | 2019年亞洲盃外圍賽第三輪     | 0 (1)       |
| 14       | 2017年11月9日  | 香港 旺角大球場                      | 巴林       | 0–2  | 國際友誼賽                   | 0 (1)       |
| 15       | 2017年11月14日 | 香港 香港大球場                      | 黎巴嫩     | 0–1  | 2019年亞洲盃外圍賽第三輪     | 0 (1)       |
| 16       | 2018年3月27日  | 朝鮮 金日成競技場                    |            | 0–2  | 2019年亞洲盃外圍賽第三輪     | 0 (1)       |
| 17       | 2018年10月11日 | 香港 香港大球場                      | 泰國       | 0–1  | 國際友誼賽                   | 0 (1)       |
| 18       | 2018年10月16日 | 印尼 威巴瓦穆蒂運動場                | 印度尼西亞 | 1–1  | 國際友誼賽                   | 0 (1)       |
| 19       | 2018年11月11日 | 臺灣 臺北田徑場                      | 中華臺北   | 2–1  | 2019年東亞足球錦標賽第二圈   | 0 (1)       |
| 20       | 2018年11月13日 | 臺灣 臺北田徑場                      |            | 0–0  | 2019年東亞足球錦標賽第二圈   | 0 (1)       |
| 21       | 2018年11月16日 | 臺灣 臺北田徑場                      | 蒙古国     | 5–1  | 2019年東亞足球錦標賽第二圈   | 0 (1)       |
| 22       | 2019年6月11日  | 香港 旺角大球場                      | 中華臺北   | 0–2  | 國際友誼賽                   | 0 (1)       |
| 23       | 2019年10月11日 | 伊拉克 巴士拉體育城                  | 伊拉克     | 0–2  | 2022年世界盃亞洲區外圍賽     | 0 (1)       |
| 24       | 2019年11月19日 | 香港 香港大球場                      | 柬埔寨     | 2–0  | 2022年世界盃亞洲區外圍賽     | 0 (1)       |
| 25       | 2019年12月11日 | 南韓 釜山亞運會主競技場              |            | 0–2  | 2019年東亞足球錦標賽         | 0 (1)       |
| 26       | 2019年12月18日 | 南韓 釜山亞運會主競技場              | 中國       | 0–2  | 2019年東亞足球錦標賽         | 0 (1)       |
| 27       | 2021年6月3日   | 巴林 穆哈拉格體育場                  | 伊朗       | 1–3  | 2022年世界盃亞洲區外圍賽     | 0 (1)       |
| 28       | 2021年6月12日  | 巴林 穆哈拉格體育場                  | 伊拉克     | 0–1  | 2022年世界盃亞洲區外圍賽     | 0 (1)       |
| 29       | 2022年6月1日   | 馬來西亞 武吉加里尔国家体育馆        | 马来西亚   | 0–2  | 國際友誼賽                   | 0 (1)       |
| 30       | 2022年6月8日   | 印度 鹽湖體育場                      | 阿富汗     | 2–1  | 2023年亞洲盃外圍賽第三輪     | 1 (2)       |
| 31       | 2022年6月11日  | 印度 鹽湖體育場                      | 柬埔寨     | 3–0  | 2023年亞洲盃外圍賽第三輪     | 0 (2)       |
| 32       | 2022年6月14日  | 印度 鹽湖體育場                      | 印度       | 0–4  | 2023年亞洲盃外圍賽第三輪     | 0 (2)       |
| 33       | 2022年7月19日  | 日本 茨城縣立鹿嶋足球場              | 日本       | 0–6  | 2022年東亞足球錦標賽         | 0 (2)       |
| 34       | 2022年7月24日  | 日本 豐田體育場                      |            | 0–3  | 2022年東亞足球錦標賽         | 0 (2)       |
| 35       | 2022年7月27日  | 日本 豐田體育場                      | 中國       | 0–1  | 2022年東亞足球錦標賽         | 0 (2)       |
| 36       | 2023年3月21日  | 香港 旺角大球場                      | 新加坡     | 1–1  | 國際友誼賽                   | 0 (2)       |
| 37       | 2023年6月15日  | 越南 Lach Tray Stadium               | 越南       | 0–1  | 國際友誼賽                   | 0 (2)       |
| 38       | 2023年6月19日  | 香港 旺角大球場                      | 泰國       | 0–1  | 國際友誼賽                   | 0 (2)       |
| 39       | 2023年9月7日   | 柬埔寨 國家奧林匹克體育場            | 柬埔寨     | 1–1  | 國際友誼賽                   | 0 (2)       |
| 40       | 2023年9月11日  | 香港 香港大球場                      |            | 10–0 | 國際友誼賽                   | 1 (3)       |
| 41       | 2023年10月12日 | 香港 香港大球場                      | 不丹       | 4–0  | 2026世界盃亞洲區外圍賽第一圈 | 0 (3)       |
| 42       | 2023年10月17日 | 不丹 Changlimithang Football Stadium | 不丹       | 0–2  | 2026世界盃亞洲區外圍賽第一圈 | 0 (3)       |
| 43       | 2023年11月21日 | 香港 香港大球場                      |            | 2–2  | 2026世界盃亞洲區外圍賽第二圈 | 1 (4)       |

## 榮譽
深水埗
- 香港丙組聯賽冠軍（2009–10季度）
- 香港乙組聯賽冠軍（2010–11季度）

香港飛馬
- 香港足總盃冠軍（2015–16季度）
- 香港菁英盃冠軍（2015–16季度）

和富大埔
- 香港菁英盃冠軍（2016–17季度）
- 香港超級聯賽冠軍（2018–19季度）香港頂級足球聯賽

東方龍獅
- 香港足總盃冠軍（2019–20季度）
- 香港高級組銀牌冠軍（2019–20季度）
- 香港菁英盃冠軍（2020–21季度）

理文
- 香港超級聯賽冠軍（2023–24季度）

香港代表隊
- 港澳埠際賽冠軍（2012、2013、2014年）

個人
- 香港足球明星選舉 最佳青年球員（2013–14季度）
- 香港足球明星選舉 明星十一人（2017–18、2018–19季度）
- 香港超級聯賽 8及9月最有價值球員（2017–18季度）

## 外部連結
- 香港足球總會網頁球員註冊資料 （页面存档备份，存于）